# هوهنشتاین (تورینگن)
هوهنشتاین (به آلمانی: Hohenstein) یک شهر در آلمان است که در Nordhausen واقع شده‌است. هوهنشتاین ۲٬۷۵۷ نفر جمعیت دارد.